# 福斯特 (阿拉巴馬州)
福斯特（英語：Fosters）是位於美國阿拉巴馬州塔斯卡盧薩縣的一個非建制地區。該地的面積和人口皆未知。

## 地理
福斯特的座標為33°05′41″N 87°41′09″W / 33.09472°N 87.68583°W，而該地的平均海拔高度為46米（即151英尺）。